# قطعنامه ۴۸۶ شورای امنیت
قطعنامه ۴۸۶ شورای امنیت سازمان ملل متحد که در تاریخ ۰۴ ژوئن ۱۹۸۱ تصویب شد، سندی بین‌المللی دربارهٔ قبرس است. این قطعنامه طی نشست ۲٬۲۷۹ام با ۱۴ موافق، ۰ مخالف و ۰ ممتنع تصویب شد.